# Soajo
Soajo é uma vila portuguesa, sede da Freguesia de Soajo do Município de Arcos de Valdevez, freguesia com 59,1 km² de área e 670 habitantes habitantes (censo de 2021), tendo, por isso, uma densidade populacional de 11,3 hab./km².
A povoação de Soajo foi re-elevada à categoria de vila em 12 de junho de 2009.
Foi vila e sede de concelho entre 1514 e meados do século XIX. O concelho era constituído pelas freguesias de Ermelo, Gavieira e Soajo. Tinha, em 1801, 2054 habitantes. Em 1849 tinha 3159 habitantes.

## História

### Revoltas no século XIX
Com a vitória dos liberais na Guerra Civil, as reformas políticas causam descontentamento nas regiões mais conservadoras, e o então existente concelho de Soajo chega a ser extinto entre 1836 e 1837. As reformas impostas pelo cabralismo levam em 1846 à descentralizada Revolução da Maria da Fonte, por todo o Norte, soajenses vindo a realizar ataques violentos sobre a administração em vila dos Arcos a 8 de junho, "entraram armados [...] com o fim de obrigarem as autoridades e empregados antigos já suspensos a retirarem-se da vila onde [...] ameaçando prendê-los e assassiná-los se dentro de 24 horas as novas autoridades os não mandassem sair para fora do concelho".
Não ficando apaziguados com o fim da revolução, desde 1851 que populares soajenses vinham manifestando a sua oposição ao seu próprio concelho, em particular ao seu chefe, António Pereira de Amorim. Na noite de 13 para 14 de janeiro de 1852, um bando percorre as casas de vários administradores e violenta-os. Recusando-se mesmo as vítimas a testemunhar contra os seus conterrâneos, a situação chega a um impasse, mas a "rudeza" que inviabiliza o normal funcionamento do orgão concelhia leva a nova extinção do concelho.
No contexto de novas reformas fiscais que levariam à Janeirinha em 1868, o Norte rural de novo experienciou focos de revolta. Como foi o caso de Soajo que, em abril desse ano, liderados por um brasileiro e pelo concelho local, centenas de montanheses, armados de chuços, fouces, e clavinas de pederneira, se insurgem contra os "que esbanjavam o dinheiro da nação"; não só o governo de Lisboa, mas também as administrações regionais de Arcos e da Barca, que se rumorejava virem a expropriar terrenos de Suajo. Planeiam impossibilitar a tributação, queimando os arquivos municipais. Chegando a Arcos, negoceiam termos de resolução com as autoridades. Pacificados, retornam a Suajo. Já Barca, ter-se-ia fortificado em espera com velho material remanescente da Guerra Civil brandido por veteranos, mas os revoltosos estariam já a caminho de casa.

## Demografia
A população registada nos censos foi:
| Ano  | 0-14 Anos | 15-24 Anos | 25-64 Anos | > 65 Anos |
| 2001 | 95        | 95         | 547        | 422       |
| 2011 | 76        | 47         | 414        | 449       |
| 2021 | 36        | 34         | 244        | 356       |

## Eleições

#### Junta de Freguesia
| Data | %       | M       | %     | M   | %       | M       | %      | M      | %    | M  | %   | M   |
| Data | PPD/PSD | PPD/PSD | PS    | PS  | APU/CDU | APU/CDU | CDS-PP | CDS-PP | AD   | AD | IND | IND |
| ---- | ------- | ------- | ----- | --- | ------- | ------- | ------ | ------ | ---- | -- | --- | --- |
| 1976 | 48,2    | 6       | 22,8  | 2   | 14,9    | 1       | 7,3    | -      |      |    |     |     |
| 1979 | AD      | AD      | 19,6  | 2   | 14,3    | 2       | AD     | AD     | 61,0 | 9  |     |     |
| 1982 | 43,1    | 6       | 9,2   | 1   | 27,2    | 4       | 14,4   | 2      |      |    |     |     |
| 1985 | 41,9    | 4       | 2,8   | -   | 40,2    | 4       | 9,3    | 1      |      |    |     |     |
| 1989 | 29,2    | 3       | 23,3  | 2   | 37,0    | 4       | 5,9    | -      |      |    |     |     |
| 1993 | 37,8    | 4       | 10,3  | 1   | 45,0    | 4       | 3,3    | -      |      |    |     |     |
| 1997 | 42,2    | 4       | 15,6  | 1   | 38,9    | 4       |        |        |      |    |     |     |
| 2001 | 61,2    | 6       | 5,2   | -   | 30,4    | 3       |        |        |      |    |     |     |
| 2005 | 65,6    | 7       | 18,2  | 1   | 11,6    | 1       |        |        |      |    |     |     |
| 2009 | 57,5    | 6       | 12,0  | 1   | 6,7     | -       | 21,5   | 2      |      |    |     |     |
| 2013 | 34,3    | 3       |       |     | 14,2    | 1       | 46,2   | 5      |      |    |     |     |
| 2017 | 40,2    | 4       | 21,4  | 2   | 32,3    | 3       |        |        |      |    |     |     |
| 2021 | 64,5    | 6       | 31,03 | 139 |         |         |        |        |      |    |     |     |

## Património

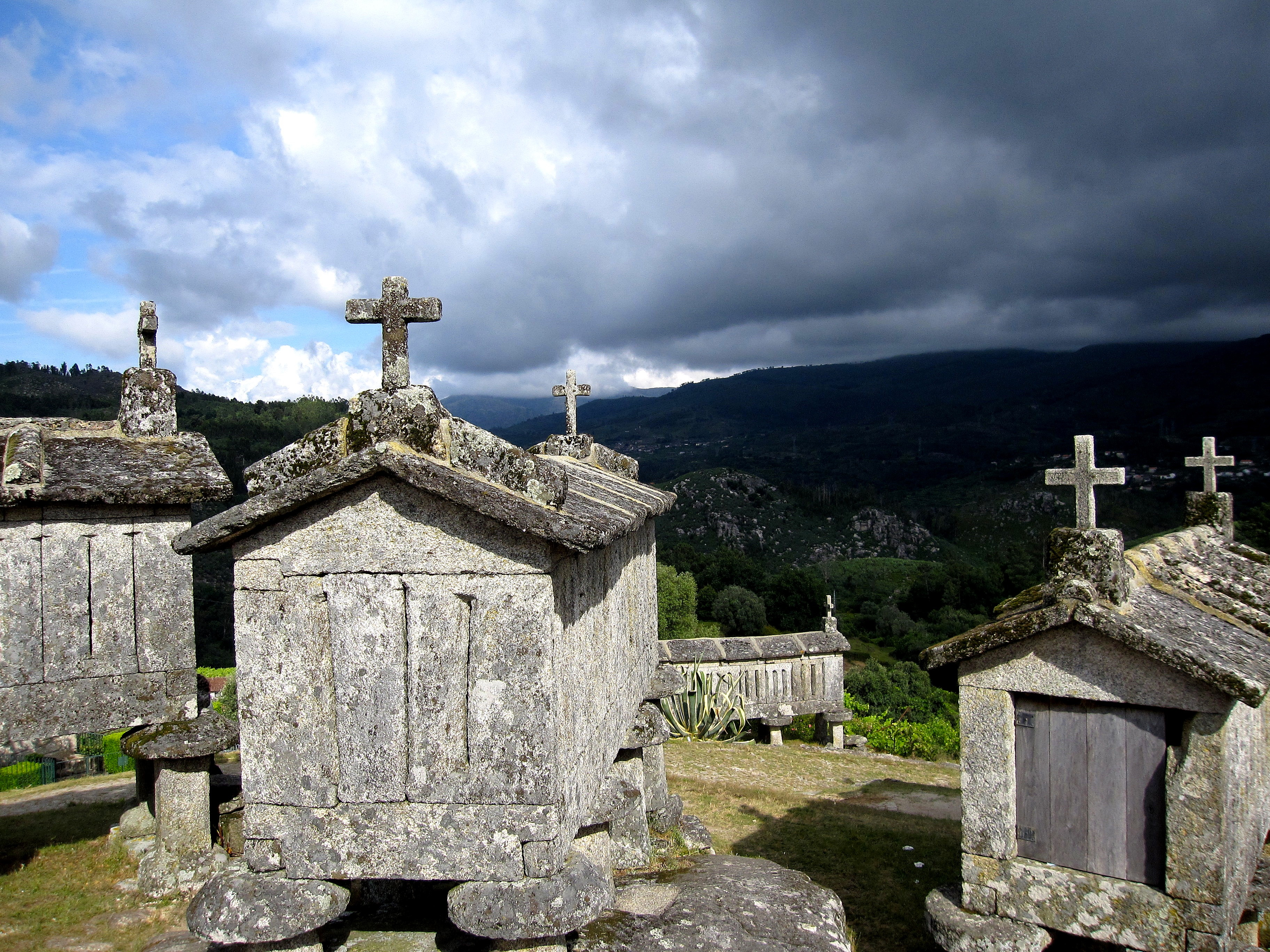
Conjunto dos espigueiros de Soajo

- Pelourinho de Soajo
- Antas da Serra de Soajo
- Conjunto dos espigueiros de Soajo

## Lagoas

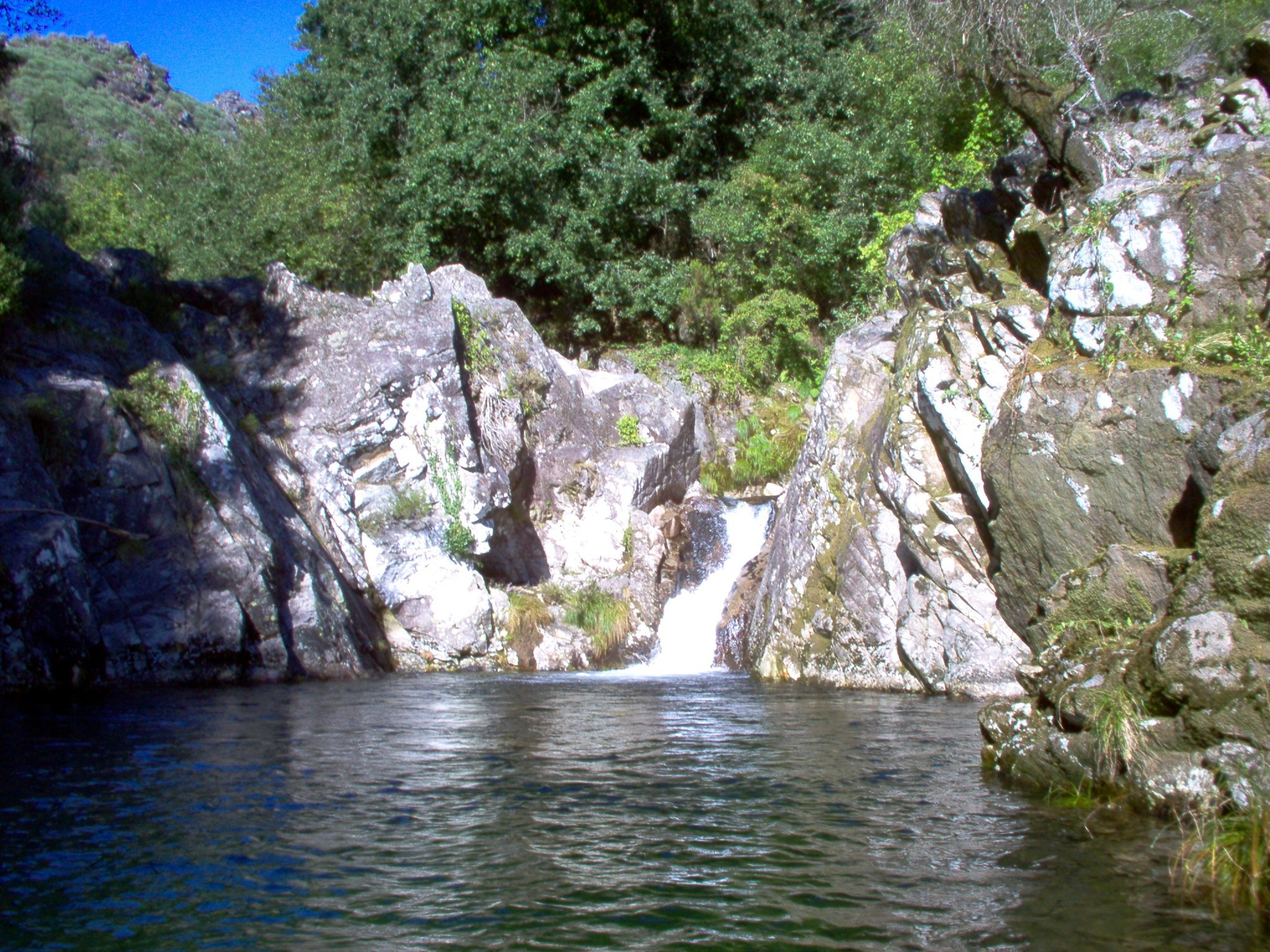
Uma lagoa no rio Adrão, Soajo

Várias pequenas lagoas se formam ao longo do rio Adrão entre outros, sendo usadas por várias pessoas para banhos.